# Vladímir Horiàev
Vladímir Horiàev   (Nikulino (Istrinsky District), 19 de maig de 1939) és un atleta belarús, ja retirat, especialista en el triple salt, que va competir sota bandera de la Unió Soviètica durant les dècades de 1950 i 1960.
El 1960 va prendre part en els Jocs Olímpics d'Estiu de Roma, on guanyà la medalla de plata en la prova del triple salt del programa d'atletisme. Finalitzà rere el polonès Józef Szmidt.
En el seu palmarès també destaca una medalla de plata al Campionat d'Europa d'atletisme de 1962, també rere Józef Szmidt. A nivell nacional guanyà el campionat soviètic de triple salt de 1962 i 1963.

## Millors marques
- Triple salt. 16,65 metres (1962)[5]